# Śmiechowice (województwo opolskie)
Śmiechowice – wieś w Polsce położona w województwie opolskim, w powiecie brzeskim, w gminie Lubsza.
W latach 1975–1998 miejscowość położona była w województwie opolskim.
Założona w XVIII wieku leżąca nad rzeką Śmieszką. W swej historii nosiła jeszcze dwie nazwy: Moslach (1736, Moselach (1936). Po zakończeniu wojny w 1945 również Mozelaki.
Wieś położona jest wśród lasów, przy granicy utworzonego w 2000 r. Stobrawskiego Parku Krajobrazowego. 
W 1952 r. utworzony został leśny rezerwat przyrody Śmiechowice o powierzchni 0,5 ha. Położony on był po północnej stronie szosy Śmiechowice-Kurznie. Przedmiotem ochrony był fragment lasu mieszanego z pomnikowymi XIX-wiecznymi okazami modrzewia europejskiego. Rezerwat ten został zlikwidowany z dniem 8 maja 2010 r. zarządzeniem Regionalnego Dyrektora Ochrony Środowiska w Opolu.
Studnie głębinowe wywiercone na głębokość 30 m w Śmiechowicach zaopatrują część gminy Lubsza w wodę pitną. Stanowią także rezerwę wody dla powiatu brzeskiego.